# Сага о Форкосиганах
«Сага о Форкосиганах» (англ. Vorkosigan Saga) — цикл романов и повестей в жанре научной фантастики, созданный американской писательницей Лоис Буджолд и большей частью описывающий приключения Майлза Форкосигана, молодого аристократа с милитаризованной планеты Барраяр. Произведения цикла получили широкое признание и автору были присуждены несколько премий «Хьюго» и «Небьюла».

## Произведения
Внутренняя хронология саги не соответствует порядку написания книг. Книги даны в примерном хронологическом порядке:
| №  | Название                                                                              | Год публикации | Аннотация |
| -- | ------------------------------------------------------------------------------------- | -------------- | --- |
| —  | «Плетельщица снов» (Dreamweaver’s Dilemma)                                            | 1996           | Примыкает к Саге частично (хронологически можно считать её первой книгой — описываемые события происходят примерно за 150—200 лет до событий книги «В свободном падении»). |
| —  | «В свободном падении» (Falling Free)                                                  | 1987           | Самодостаточный приквел к серии, рассказывающий о четвероруких квадди |
| 1  | «Осколки чести» (Shards of Honor)                                                     | 1986           | Знакомство капитана Корделии Нейсмит с лордом Эйрелом Форкосиганом |
| 2  | «Барраяр» (Barrayar)                                                                  | 1991           | Леди Форкосиган ждет ребёнка, в то время как на Барраяре разворачивается заговор против императора |
| 3  | «Ученик воина» («Солдат-недоучка», The Warrior’s Apprentice)                          | 1985           | Майлз, провалив экзамены в академию, отправляется путешествовать впервые сталкивается с космическими наемниками |
| 4  | «Игра форов» (Игры форов, The Vor Game)                                               | 1990           | Майлз, сдав выпускные экзамены, служит на полярной базе, а потом, отправившись в космос, узнает об исчезновении Грегора |
| 5  | «Цетаганда» (Cetaganda)                                                               | 1995           | Майлз представляет свою страну на похоронах императрицы планеты Цетаганда, которой правят генетически изменённые лорды |
| —  | «Этан с Афона» («Этан с планеты Эйтос», Ethan of Athos)                               | 1986           | Примыкающий к циклу роман о планете, населенной только мужчинами, Майлз не фигурирует, из знакомых героев — Элли Куинн |
| 6  | «Братья по оружию» (Brothers in Arms)                                                 | 1989           | Благодаря странному приказу Майлз обязан оставаться на Земле длительное время. Первое появление клона Марка. (По фактической хронологии эта книга предшествует «Границам бесконечности», но для лучшего понимания событий можно поменять их местами. В «Границах» Майлз вспоминает и рассказывает три истории, произошедшие до «Братьев по оружию», в том числе, об операции на Дагуле, которая напрямую предшествовала высадке дендарийцев на Землю.)                                                           |
| 7  | «Границы бесконечности» (Borders of Infinity)                                         | 1989           | В русском издании включает три новеллы: 1. «Горы скорби» (Mountains of Mourning) — Майлз в качестве голоса своего отца отправлен расследовать смерть младенца с врождённым дефектом (действие происходит за неделю до «Игры форов») 2. «Лабиринт» (Labyrinth) — Майлзу необходимо вывезти из Архипелага Джексона ценного ученого-перебежчика. Первое появление Тауры 3. «Границы бесконечности» (The Borders of Infinity, 1987) — Майлз оказывается в лагере с 10 214 военнопленными, чтобы спасти одного из них |
| 8  | «Танец отражений» (Mirror Dance)                                                      | 1994           | Майлз отправляется спасать Марка на Архипелаг Джексона |
| 9  | «Память» (Memory)                                                                     | 1996           | Иллиан — шеф разведки, начальник Майлза, начинает испытывать проблемы с памятью |
| 10 | «Комарра» (Komarr)                                                                    | 1998           | Майлз прибывает на Комарру, чтобы выяснить причины аварии на орбитальном солнечном отражателе. Знакомство с Катрионой |
| 11 | «Гражданская кампания» («Мирные действия», A Civil Campaign)                          | 1999           | Подготовка к свадьбе Грегора и голосованию по утверждению двух графских наследников. Продолжение истории Катрионы |
| —  | «Подарки к Зимнепразднику» (Winterfair Gifts)                                         | 2002           | Короткая новелла о свадьбе Майлза |
| 12 | «Дипломатический иммунитет» (Дипломатическая неприкосновенность, Diplomatic Immunity) | 2002           | Майлз отправляется на астероидный пояс квадди, чтобы разрешить возникший дипломатический конфликт |
| 13 | «Союз капитана Форпатрила» (Captain Vorpatril’s Alliance)                             | 2012           | Айвен спасает девушку, которую преследуют убийцы с Архипелага Джексона |
| —  | «Цветы Вашного» (Цветы Форкосиган-Вашнуя, The Flowers of Vashnoi)                     | 2019           | Повесть об экологическом восстановлении зараженной радиационно территории. |
| 14 | «Криоожог» (CryoBurn)                                                                 | 2010           | Майлз расследует очередное задание Грегора на планете Кибо-Дайни, где слишком увлекаются крионикой |
| 15 | «Джентльмен Джоул и Красная Королева» (Gentleman Jole and the Red Queen)              | 2016           | Жизнь Корделии после смерти мужа |

## Ойкумена
События в мире Саги развиваются через 700—900 лет после настоящего времени. Мир представляет собой несколько десятков обитаемых планет, объединённых п-в туннелями — образованиями неизвестной природы, позволяющими быстро перемещаться в пространстве. Планеты находятся на разном уровне развития, и большинство из них являются независимыми государствами, хотя существуют империи, объединяющие несколько планет. П-В туннели являются единственным средством коммуникации, поэтому политические и военные действия ведутся, в первую очередь, за обладание ими.
Основные государства:
- Барраяр — недавно ставшая межпланетной империя, объединяющая собственно планету Барраяр, а также торговый мир Комарра и колонизируемую планету Зергияр. Планета Барраяр имеет единственный П-В туннель, который в течение нескольких веков был закрыт (период изоляции). За это время культура планеты пришла в упадок, и там сформировалось военно-аристократическое общество.
- Цетаганда — империя из 9 планет, построенная на принципах сложной иерархии и генетического контроля.
- Колония Бета — технологически развитая демократия, политкорректная и не пытающаяся кого-либо завоевать, в то же время, крупнейший экспортёр вооружений.
- Архипелаг Джексона — прибежище нескольких мафиозных кланов, занимающихся биологическими и другими экспериментами, запрещёнными в других частях галактики.
- Земля — всё ещё является наиболее населённой планетой Ойкумены.

## Барраяр
Баррая́р (англ. Barrayar) — вымышленная планета, место действия большинства романов научно-фантастического цикла «Сага о Форкосиганах» Лоис МакМастер Буджолд. В широком смысле — межзвёздная Барраярская империя с центром на этой планете. Барраярская империя состоит из трех планет: Барраяр — давшая название империи, Комарры и относительно недавно колонизированного Зергияра.
Барраяр представляет собой планету землеподобного типа. Сила тяжести близка к земной, атмосфера кислородно-азотная. Период обращения вокруг оси — 26,7 часов. Период обращения вокруг светила близок к земному году. Планета имеет два естественных спутника.
Планета расположена в системе, имеющей единственный п-в тоннель (точнее, последовательность тоннелей), соединяющий её с Комаррой. Ранее существовал другой п-в тоннель, который закрылся по неизвестным причинам.
Климат схож с земным и в целом благоприятен; меняется от арктического до экваториального. Имеются два континента — Северный и Южный. Северный континент большей частью терраформирован, на Южном этот процесс начался только после окончания Периода Изоляции.
Известные горные массивы: Дендарийские горы — юго-восток Основного Континента, Чёрный Сброс — Южный Континент.
До появления человека на планете существовали богатая флора и фауна с биохимией, не совместимой с земными организмами. На терраформированных территориях эндемичные виды практически вытеснены земными конкурентами, однако существуют обширные участки, где коренные виды сохраняются либо сосуществуют с земными.
Эндемичная флора умеренно агрессивна биологически, в пищу для человека и земных видов не пригодна, некоторые её разновидности могут провоцировать аллергические реакции. Основной цвет — красно-бурый. На осваиваемых под с/х территориях, как правило, уничтожается.
Эндемичная фауна представлена мелкими и нехищными животными, не опасными для человека (барраярские жуки; рогатые прыгуны — существа размером с крупную жабу).

### Комарра
Комарра (В другом варианте перевода — Комарр) расположена в системе, изобилующей п-в тоннелями. Шесть из них ведут к обитаемым мирам: к Барраяру, Зергияру (далее Эскобар и Колония Бета), Полу (далее в Ступицу Хеджена), Тау Кита и одной из планет Цетаганды (Ро Кита).

Планета находится на большом удалении от светила. Сила тяжести равна 0,9 от земной, атмосфера богата азотом, углеводородами, инертными газами, имеются большие запасы воды в виде льда. Свободного кислорода нет или крайне мало. Климат весьма холодный. Собственной жизни нет.
Программа терраформирования
Несмотря на явную непригодность для жизни, планета была колонизирована, что объясняется близостью к важнейшему узлу п-в тоннелей. В отличие от Колонии Бета, где большинство населения проживает в подземных городах, на Комарре была применена другая технология терраформирования, включающая возведение жилых куполов-городов на поверхности. С целью увеличить количество солнечной энергии, на орбиту был выведен солнечный отражатель, вследствие чего температура на поверхности планеты начала медленно повышаться. В описываемый период стало возможным высаживание растений, выделяющих кислород, и общее содержание кислорода в атмосфере достигло нескольких процентов. Находиться на поверхности планеты можно только в тёплой верхней одежде и респираторе.

### Зергияр
Зергияр расположен в системе, имеющей, как минимум, 3 п-в тоннеля, ведущих к обитаемым мирам (Комарра, Колония Бета, Эскобар), что делает его важной стратегической точкой.
Представляет собой планету землеподобного типа, с кислородной атмосферой, благоприятным климатом и богатой биосферой. Также известно, что при начальном освоении планеты возникли проблемы с так называемыми «зергиярскими червями», заражение которыми оставляло глубокие рубцы на коже пострадавшего. Впоследствии, при правлении планетой вице-короля графа Эйрела Форкосигана (отца Майлза Форкосигана), червь был уничтожен.
Является, по всей видимости, самой последней из открытых планет, пригодных для колонизации. Открыт незадолго до Эскобарской войны барраярской экспедицией, использовался военными как секретная база для подготовки нападения на Эскобар. Впоследствии включён в состав Барраярской империи. Назван Сергияром в честь кронпринца Серга (Serg) Форбарра. Активно осваивается и терраформируется.

## История

### Начальный период освоения
Барраяр был открыт и подлежал освоению в период активного расселения человечества с Земли после изобретения двигателя Неклина и получения возможности перемещений через червоточины. Примерная дата — XXIII столетие. Барраяр был в числе планет, колонизация которых началась сразу после открытия п-в переходов, чему способствовал чрезвычайно благоприятный по сравнению с другими планетами климат. Первая группа колонистов, составлявшая до 50 тысяч человек (преимущественно русские, англосаксы, французы и греки), приступила к первой фазе терраформирования, когда единственный п-в переход, связывавший колонистов с метрополией, закрылся, и начался длившийся несколько веков Период Изоляции.

### Период Изоляции
Отсутствие связей с внешним миром, техники, медицины привело к социальной деградации колонистов и возникновению феодального общества.
В отсутствие технических средств темпы терраформирования снизились, основным методом стало примитивное выжигание лесов. Среди колонистов распространились мутации, причина которых неясна. В отсутствие медицины бороться с мутациями было невозможно, результатом стали глубоко укоренившийся в народе страх перед мутантами и обязательное уничтожение всех младенцев с любыми внешними наследственными дефектами.
Период Изоляции продолжался согласно различным источникам от 5 до 7 столетий, но более-менее достоверные сведения имеются только о его последних 200—300 годах.
Хотя первоначальная сосредоточенность колонистов в одном месте и отсутствие обрабатываемых земель за пределами освоенного региона предотвратили распад общности на отдельные государства, Барраяру не удалось избежать феодальной раздробленности. Попытки создания централизованного государства начались во времена Тау Варадара, который создал систему сбора налогов; его сборщики и стали первыми графами (барраярский титул «граф» восходит к термину «графа», которыми были заполнены налоговые ведомости).
Примерно за 200 лет до окончания Периода Изоляции на Барраяре была введена система императорского правления, а империя разделена на 60 графств. Однако власть императора в те времена не была абсолютной, а войны графов друг с другом и с монархом были распространённым явлением. В этот же период окончательно сформировалось сословие форов с идеологией личной преданности, а также институт Имперских Аудиторов, которых боялись даже бандиты. Император Дорка Справедливый завершил процесс централизации и укрепления абсолютизма, создав регулярную императорскую армию и запретив графам иметь собственные армии, а также перенеся систему вассального подчинения форов с графов исключительно на императора. Окончание Периода Изоляции пришлось на последние десятилетия правления Дорки.
В Период Изоляции получила достойное развитие как минимум металлургия и кузнечное дело, оптика, медицина. Технологически к концу Периода Изоляции Барраяр вплотную подошел к уровню Первой промышленной революции (то есть была на пороге, но ещё не наступила, эпоха пара и электричества, стандартизованного промышленного производства и т. п.), что может быть примерно приравнено к уровню развития Европы конца XVIII — начала XIX вв.

### Первая Цетагандийская война и её последствия
После того, как был вновь открыт путь на планету, Барраяр начал развивать связи с другими мирами. Известно, что сын Дорки принц Ксав был отправлен послом на Колонию Бета и женился на бетанке. Однако через несколько лет планета подверглась оккупации со стороны Цетагандийской империи. Попытки сопротивления со стороны технически отсталой армии были быстро сломлены, города взяты под контроль оккупантов.
Не имея возможности выстоять в открытом боевом столкновении, форы, поддержанные народными массами, развернули партизанскую войну. Большую роль в организации сопротивления оккупантам сыграл граф Пётр Форкосиган, зять принца Ксава. Попытки подавить движение были безуспешны. Город Форкосиган-Вашнуй (официальный перевод; в оригинале указан как Vorkosigan Vashnoi), столица округа, ставшего оплотом партизанского движения, был уничтожен ядерным взрывом, однако сломить сопротивление оккупантам не удалось.
После 20 лет оккупации, стоившей Барраяру 5 миллионов жертв, цетагандийцам пришлось покинуть планету (возможно, в результате международного давления).
Последствиями цетагандийской оккупации стали чрезвычайно быстрая модернизация и милитаризация экономики в ущерб нормальному развитию, а также укоренившийся в общественном сознании комплекс глубокого недоверия и враждебности к инопланетникам.

### Царство Террора
После изгнания цетагандийцев на престол взошёл наследник и сын Дорки Юрий (Yuri) Безумный (часто встречается искаженное в переводе Ури Безумный) . Правление его быстро стало тираническим. При нём огромный вес приобрело Министерство политического воспитания, следившее за политической благонадёжностью. Одержимый параноидальным страхом, Юрий начал уничтожать всех потомков Дорки, которых считал опасными для своей власти. Так, была почти полностью вырезана семья графа Форкосигана. В начавшейся гражданской войне Эзар Форбарра, спешно женившийся на сестре Юрия, и поддержавший его Пётр (Piotr) Форкосиган свергли Юрия и казнили его; императором стал Эзар.

### Правление Эзара
Основными направлениями политики Эзара были, с одной стороны, обеспечение безопасности планеты, выразившееся в укреплении её вооружённых сил, с другой стороны, ликвидация тяжёлых последствий правления Ури и гражданской войны и восстановление нормального функционирования государственной власти. Получили возможность продвижения по государственной службе, вплоть до высших министерских постов, талантливые простолюдины. Именно в начале правления Эзара было законодательно запрещено убийство «мутантов». (Вместе с этим нельзя не отметить жестокое подавление мятежей с применением химического оружия и массовое производство оружия устрашения — мутагенного вещества фитаина).
Наиболее громкие события этого царствования произошли в последние его годы. К империи была присоединена Комарра, что значительно укрепило её безопасность и экономику. Последовавшее затем нападение на Эскобар провалилось; в ходе этой войны был убит единственный сын Эзара кронпринц Зерг. Гибель вместе с принцем большинства наиболее реакционно настроенных высокопоставленных военных, ликвидация Министерства политвоспитания и его руководства, и, наконец, передача регентства при малолетнем императоре Грегоре адмиралу Эйрелу Форкосигану позволяют говорить об императоре Эзаре как о проектировщике нового политического курса Барраяра.

### Барраярское завоевание Комарры
Барраярское вторжение было обусловлено несколькими причинами.
1. Военная. П-в тоннель между Барраяром и Комаррой является единственным путём, соединяющим Барраяр с внешним миром; перекрытие этого тоннеля со стороны Комарры означало бы полную блокаду Барраяра. Необходимо было полностью исключить такое развитие событий.
2. Экономическая. Захват высокоприбыльной экономики и освобождение собственной экономики от неподъёмных транзитных тарифов были бы крайне выгодны.
3. Историческая. Месть за соучастие Комарры в цетагандийской оккупации, стоившей Барраяру миллионы жизней.

Барраярским экспедиционным корпусом командовал адмирал лорд Форкосиган. Подготовка к вторжению была проведена весьма тщательно, как на военном, так и на политическом уровне. В результате Комарра, не имея внешних союзников, была оккупирована молниеносно и практически без сопротивления. Комаррские олигархи, лишившиеся политической власти, но в целом сохранившие свои доходы, приняли новый порядок.

#### Солстисское Избиение
Соображения исторической мести, превалировавшие среди части барраярского офицерства, стали причиной т. н. Солстисского Избиения, когда на стадионе города Солстиса были расстреляны 200 Советников Комарры, несмотря на полученные ими гарантии. Общественное мнение обвинило в преступлении командующего Форкосигана, в результате чего он получил прозвище Мясник Комарры. Форкосиган утверждал, что приказ о расстреле отдал политофицер без его ведома. 

### Комарра в составе Барраярской империи

#### Комаррское восстание
Недовольство комаррцев утратой независимости и жестокостью и вероломством барраярцев стали причиной создания движения Сопротивления. Деятельность его сводилась в основном к организации террористических актов против барраярских войск на Комарре. Ситуация обострилась в первый же год регентства Форкосигана (Грегору 4 года), когда произошло восстание, сопровождавшееся многочисленными жертвами с обеих сторон. Восстание было подавлено, Сопротивление обезглавлено.

#### Интеграция Комарры
Политика интеграции Комарры, проводимая Форкосиганом, принесла определённые плоды. Хотя комаррцы в массе своей по-прежнему недовольны оккупацией, остатки подполья потеряли авторитет среди населения, и заговоры против империи стали редки. К моменту окончания регентства комаррцы были допущены на Имперскую военную службу и в органы государственного управления; некоторые из них смогли занять достаточно высокие посты.
Вершиной этой политики, которую продолжил проводить император Грегор, стала его женитьба на представительнице богатейшего комаррского клана Лаисе Тоскане и назначение комаррца Дува (Дэвида) Галени (последнего из клана Галенов) начальником Департамента СБ по делам Комарры.

### Новейшая история
Истинным архитектором нового курса стал регент Форкосиган. Несмотря на вспышки насилия в начале регентства (мятеж Фордариана, Комаррское восстание) ему удалось существенно укрепить политическое положение и значительно улучшить состояние экономики. Политика интеграции Комарры позволила добиться почти полного умиротворения. Освоение Южного континента и Зергияра поглощает избытки рабочей силы. Укрепилось и международное положение Барраяра, был заключён ряд важных экономических и военных договоров. Был расширен доступ простолюдинов на государственную службу и к офицерским званиям в армии, позднее такие же права получили комаррцы. Были отменены некоторые одиозные феодальные законы. Вырос жизненный уровень населения, развивались здравоохранение и просвещение.
Политика императора Грегора продолжает следование тем же курсом. Важным событием для укрепления империи стала женитьба Грегора на комаррианке Лаисе Тоскане.

## Политическая система
Барраярская империя представляет собой монархию. Главой государства является император, его власть передаётся по наследству; фактически в описываемый период император Грегор согласовывает многие свои решения с Советом Графов. Совет Графов состоит из 60 графов и представляет собой законодательный орган, где каждый из его членов имеет равный голос; в его компетенции находится ряд вопросов, таких как утверждение новых графов, бюджета и др. Император также является графом Форбарра и входит в Совет Графов. Графы осуществляют административную, законодательную и судебную власть на территории своих округов, однако их решения могут быть отменены императором. Власть графов также передаётся по наследству, однако граф может произвольно выбрать своего наследника (мужского пола) и утвердить его кандидатуру перед Советом. При наследовании действует салический закон. Важным политическим институтом являются Имперские Аудиторы, которые во время исполнения поручений императора являются его Голосом и обладают практически всей полнотой власти (в рамках данного поручения).
Политические партии в явном виде отсутствуют, однако есть неформальные группы графов и государственных чиновников с различными политическими программами. Наиболее крупными являются «партии» прогрессистов (возглавляемая Форкосиганом), и консерваторов (Форхалас); существуют также менее влиятельные группировки изоляционистов (Фортрифрани), национальные «партии» русских (Фортугалов), французов (Форвилль), Лига Защиты простолюдинов и др.

## Административно-территориальное деление
Территория Северного континента Барраяра поделена на 60 округов, каждым из которых управляет граф. Столица Форбарр-Султан расположена на территории округа Форбарра, который принадлежит императорам как графам Форбарра. Южный континент и, предположительно, неосвоенные западные земли Северного континента, находятся под управлением императора.
Комарра является отдельной административной единицей в составе Барраярской империи — вице-королевством. Исторически на Комарре сложилась олигархическая политическая система. Экономическая и политическая власть принадлежала крупным семейным олигархическим кланам, из которых наиболее известны Тоскане и Галены. Транзитные сборы и собственная межзвёздная торговля приносили им исключительные прибыли.
До барраярской аннексии Комарра управлялся Сенатом, включающим к себя представителей 200 наиболее влиятельных семей — основных держателей планетарных акций.
По всей видимости, Комарра не имела собственных вооружённых сил, приглашая наёмников для охраны планеты.
Считается, что комаррские олигархи, получив крупную взятку, позволили цетагандийским войскам оккупировать Барраяр, после окончания Периода Изоляции находившийся в феодальном состоянии.
После аннексии власть от имени императора осуществляет назначаемый им вице-король (на Комарре называемый Имперским Советником). Административный центр — г. Солстис (Солнцестояние).
На планете есть местное самоуправление, действующее, в основном, по прежним законам. Во главе государственных учреждений стоит, как правило, барраярский администратор, в то время как остальная администрация состоит из местных жителей.
Второй отдельной административной единицей в составе Барраярской империи является вице-королевство Зергияр. Власть от имени императора осуществляет назначаемый им вице-король. В описываемый период пост вице-короля занимает граф Эйрел Форкосиган, а вице-королевы, соправительницы колонии, — его супруга Корделия.

## Экономика

### Экономика Барраяра
Экономика планеты в целом сельскохозяйственная. Промышленность заметно уступает передовым мирам, однако активно развивается. Значительную часть экономики составляет военно-промышленный комплекс, хотя в последнее время его доля снижается. В высшей степени вероятно, что значительную часть имперского бюджета составляют отчисления от комаррской экономики, которые перенаправляются на развитие Барраяра и Зергияра.
Денежная единица — барраярская марка.

### Экономика Комарры
Основой экономического процветания Комарры стало его расположение на важнейшем перекрёстке торговых путей. Исключительное положение позволило установить сверхвысокий уровень транзитных отчислений — 25 %, после барраярского завоевания сниженный до 15 %; несмотря на это, комаррская экономика по-прежнему получает сверхдоходы от транзита. На орбите планеты расположены несколько крупных орбитальных станций, а также скачковые станции у каждого из 6 ведущих к обитаемым мирам П-В туннелей.
На планете имеется высокоразвитая медицина, развитый банковский сектор, промышленность высоких технологий, корпорациями ведутся прикладные научные исследования. Для Комарры характерен высокий уровень жизни населения, сопоставимый с передовыми мирами Ойкумены.
Денежная единица (после завоевания) — барраярская марка.

### Экономика Зергияра
Так как в настоящее время идёт активное заселение и терраформирование планеты, то и вся экономика планеты направлена на это.

## Население

### Население Барраяра
Точный размер населения неизвестен; по разным оценкам может составлять от 100 до 200 миллионов человек, в основном проживающих на Северном континенте. Барраяр заселён исключительно потомками европейцев. Наиболее типичная внешность барраярца — темноволосый, светлокожий, с серыми или карими глазами.
Этнический состав сохраняется со времён первопоселенцев. Имеются 4 крупные этнические общины — русских, англичан, французов и греков; их языки являются официальными языками Барраяра. Помимо этого, среди населения Барраяра встречаются западнославянские, австро-венгерские, итальянские, скандинавские, голландские и т. д. фамилии и имена. Во времена Изоляции наиболее распространённым языком был русский, после восстановления связей с другими планетами среди высших слоёв общества всё более распространяется английский язык. В связи с многоязычностью во времена Периода Изоляции употреблялся модифицированный алфавит из 46 букв, содержащий одновременно символы кириллицы, латиницы и общие знаки.
По всей видимости, этнические общины в достаточной степени перемешаны территориально; сведения о межэтнических конфликтах отсутствуют, хотя есть информация о трениях с греческим меньшинством.
Население занято большей частью в сельском хозяйстве, где господствует общинный уклад. Заметное количество населения занято также терраформированием Южного континента и Зергияра.

### Население Комарры
Население Комарры невелико (по косвенным оценкам [bujold.lib.ru/demograph.htm], может составлять от 30 до 70 млн человек или даже менее) и сосредоточено в 16 городах-куполах, крупнейшим из которых является Солстис. После включения в состав Баррярской империи на планете появилось значительное число барраярцев. Империей поощряются смешанные браки.

### Население Зергияра
Население составляет около миллиона человек, занятых, в основном, в программе терраформирования. Состоит из барраярцев и комаррцев.

## Персонажи

### Петер (Петр) Форкосиган
Форко́сиган, Пётр Пьер (англ. Piotr Vorkosigan, в официальном переводе Петер), 9-й граф Форкосиган, генерал — персонаж научно-фантастического цикла «Сага о Форкосиганах» Лоис МакМастер Буджолд, отец Арала Форкосигана, дед Майлза Форкосигана.
Национальный герой Барраяра.

#### Биографические сведения
В молодости был одним из организаторов и руководителей партизанской войны с цетагандийскими оккупантами. В двадцатидвухлетнем возрасте он получил от императора генеральское звание, «поскольку это было всё, что Дорка ему в то время мог дать». Пытаясь ослабить партизанское движение, цетагандийцы уничтожили ядерным взрывом столицу округа Форкосиганов город Форкосиган-Вашнуй.
Во время войны Петер Форкосиган женился на принцессе Оливии Форбарра, старшей дочери принца Ксава, родившей ему двоих сыновей и дочь. Во время правления безумного императора Юрия семья Форкосиганов подверглась преследованию, жена, старший сын и дочь графа были убиты из-за их близости к трону. Таким образом, в живых остался единственный сын Эйрел. Пётр Форкосиган начал вооруженный мятеж и привлек к нему принца Эзара, в результате чего Юрий Безумный был отстранён от власти и убит, а Эзар взошел на трон.
В годы правления Эзара граф Форкосиган был одним из наиболее высокопоставленных и влиятельных сановников Барраярской империи, в частности, одно время занимая пост командующего сухопутных войск.
Петер Форкосиган скончался в возрасте 92 лет. Как отмечал он сам за день до смерти, он стал первым из графов Форкосиганов, скончавшимся в своей постели.
Похоронен на фамильном кладбище в поместье Форкосиган-Сюрло.

### Эйрел Форкосиган
Форко́сиган, Э́йрел (англ. Aral Vorkosigan, в русском печатном издании — Эйрел Форкосиган, в отдельных любительских переводах — Арал Форкосиган), 10-й граф Форкосиган, адмирал (также известен как Мясник Комарры) — один из центральных персонажей научно-фантастического цикла «Сага о Форкосиганах» Лоис МакМастер Буджолд, отец Майлза Форкосигана.
Возглавил барраярское завоевание Комарры. Императорский регент при малолетнем императоре Грегоре, впоследствии премьер-министр Барраяра, вице-король Зергияра.

#### Детство и юность
Эйрел Форкосиган был младшим сыном графа Петера Форкосигана и принцессы Оливии, старшей дочери принца Ксава. Во время террористического правления императора Ури Безумного мать, старшие брат и сестра Эйрела были убиты, поскольку были слишком близки к трону. Когда Ури в результате заговора Эзара Форбарра и Петера Форкосигана был свергнут, именно 13-летний Эйрел убил бывшего императора. Поскольку Эйрел остался единственным живым сыном графа Форкосигана, он стал его наследником, лордом Форкосиганом.
Как и полагается фор-лорду, окончил Имперскую военную Академию и посвятил себя военной службе.
Первый брак Эйрела не был счастливым. Его жена (из рода графов Форрутьеров) не была ему верна. Эйрел убил на дуэли её любовников, но по счастливой случайности избежал обвинений в нарушении закона. Вскоре после этого его жена покончила жизнь самоубийством; Эйрел всегда подозревал, что к её смерти причастен его отец. По некоторым косвенным сведениям, после смерти жены Эйрел Форкосиган некоторое время состоял в гомосексуальной любовной связи с кузеном Джессом Форратьером, однако они расстались врагами.

#### Военная служба
Военная карьера молодого Эйрела Форкосигана была весьма успешной. В 28 лет он получил командование военным кораблем, потом был переведен на службу в Оперативный отдел Генштаба. В возрасте 36 лет он стал самым молодым адмиралом в истории Барраяра. Он возглавил барраярский флот вторжения на Комарру и одержал блестящую практически бескровную победу. Победа оказалась омрачена Солстисской бойней, которая породила комаррское Сопротивление и наградила главнокомандующего Форкосигана клеймом военного преступника и прозвищем «Мясник Комарры». Форкосиган всегда утверждал, что преступный приказ был отдан его политофицером без его ведома. Так как за это преступление политофицер был убит лично Форкосиганом, никаких доказательств ни вины Эйрела, ни его невиновности никогда не существовало.
За убийство политофицера адмирал Форкосиган был разжалован в капитаны. Некоторое время он служил на военной базе на арктическом острове Кайрил, затем был капитаном корабля «Генерал Форкрафт». Во время высадки на новооткрытую планету Зергияр с целью обустройства военной базы команда корабля столкнулась с экспедицией Бетанского Астроэкспедиционного Корпуса, открывшего планету чуть позже барраярцев. В ходе столкновения один член бетанской экспедиции был убит, у одного серьёзно повреждён мозг, а также временно оглушена командор Астрокорпуса Корделия Нейсмит. Барраярский политофицер, воспользовавшись случаем, захватил власть и отдал приказ об убийстве капитана Форкосигана. Вопреки приказу, Форкосиган был просто оглушён и брошен на месте стычки. Форкосиган сумел вернуться на корабль, вернул себе командование и подавил мятеж при помощи Корделии Нейсмит, которая в результате инцидента сбежала.
Через несколько месяцев лорд Форкосиган, повышенный в звании до коммодора, принял участие в военной кампании против Эскобара. В действительности он был ключевой фигурой заговора императора Эзара против его собственного сына кронпринца Зерга, направленного на уничтожение верхушки реакционной военщины якобы по естественным причинам в ходе военных действий. После разгрома барраярского флота у Эскобара и гибели командующих Форкосиган возглавил отступление, проведя его с минимальными потерями. По возвращении на Барраяр Эйрел Форкосиган вновь получил звание адмирала и подал в отставку.
Военные труды адмирала Форкосигана (в частности, т. н. «Комаррский доклад») считаются классикой и используются в качестве учебного пособия в барраярских и инопланетных военных школах.

#### Политическая карьера
После эскобарской кампании последовал период депрессии и алкоголизма, длившийся несколько месяцев, конец которому положило появление Корделии Нейсмит, бежавшей с Колонии Бета. Эйрел Форкосиган женился на ней, а вскоре, после смерти старого императора Эзара, был назначен императорским регентом при его внуке — малолетнем императоре Грегоре.
Регентство не было простым. Через несколько месяцев лорд Форкосиган и его жена стали жертвами покушения (отравления гранатой с боевым газом солтоксином), в результате которого серьёзно пострадал их ещё не родившийся сын Майлз. Вскоре после этого произошёл переворот Фордариана, пытавшегося обосновать свои права на престол и принудившего мать Грегора (принцессу Карин) к заключению брака с ним, убедив Карин, что её сын мертв. Эйрел Форкосиган возглавил войска, верные законному императору, и добился победы в длившемся несколько месяцев противостоянии. Так как принцесса Карин погибла, Эйрел Форкосиган был назначен также опекуном Грегора.
Одним из заметных событий раннего периода регентства стало успешно подавленное Комаррское восстание.
После достижения Грегором совершеннолетия Эйрел Форкосиган стал премьер-министром. В этот же период после смерти отца он стал графом Форкосиганом. Он возглавлял правительство в течение многих лет, пока не был вынужден подать в отставку после сердечного приступа. После выздоровления император Грегор назначил графа Форкосигана вице-королём Зергияра. Умер на Зергияре от аневризмы сосуда головного мозга.

#### Характеристика политического курса
В течение всего периода регентства и руководства правительством Эйрел Форкосиган проводил умеренно либеральную политику, будучи неформальным вождём партии прогрессистов. Основой этой политики было постепенное, не разрушающее основные общественные институты, внедрение галактических стандартов в технологической и экономической сферах, повышение уровня благосостояния населения, расширение возможностей для наиболее бесправных подданных Империи (простолюдины, комаррцы), искоренение наиболее дремучих предрассудков (против мутантов, инопланетников и т. п.), интеграция Комарры и освоение Зергияра. В то же время Форкосиган противодействовал попыткам более радикальных политических преобразований, считая их несвоевременными. Во внешней политике основными направлениями были противодействие цетагандийской экспансии, заключение транзитных, экономических и военных союзов с ближайшими соседями (Пол, Верван), исправление неблагоприятного имиджа варварской, сверхмилитаризованной державы.

#### Семья
Имеет двух сыновей, Майлза Нейсмита и Марка Пьера (втайне от него клонированного на Архипелаге Джексона).
Если принимать во внимание женскую линию наследования, Эйрел Форкосиган имел права на барраярский престол. Сам он всегда категорически сопротивлялся попыткам навязать ему корону.

### Корделия Нейсмит
Корде́лия Не́йсмит-Форко́сиган (англ. Cordelia Naismith), графиня Форкосиган, вице-королева Зергияра — один из центральных персонажей научно-фантастического цикла «Сага о Форкосиганах» Лоис МакМастер Буджолд, мать Майлза Форкосигана, супруга Эйрела Форкосигана.

#### Ранняя биография
Корделия Нейсмит родилась в 2838 г. на Колонии Бета. Второй ребёнок в семье. Её мать, Элизабет Нейсмит, магистр естественных наук, биоинженер университетской клиники Силика, работает в области усовершенствования технологии маточного репликатора. Отец, Майлз Марк Нейсмит, служащий Бетанского астроэкспедиционного корпуса, погиб при взрыве планетарного катера.
Корделия Нейсмит служила коммандером (это звание соответствует капитану 2 ранга в Российском флоте) Бетанского астроэкспедиционного корпуса, капитаном исследовательского корабля. Возглавляя экспедицию на новооткрытую планету, была взята в плен барраярскими военными, открывшими планету несколько ранее. Благодаря содействию капитана Форкосигана бежала из плена.
Завершила службу в АЭК в чине капитана и командующего экспедиционного корабля.
Позже принимала участие в поставках новейших вооружений на Эскобар, блокированный барраярским флотом, снова попала в плен к барраярцам. По всеобщему, хотя и неверному, убеждению, именно она убила барраярского адмирала Джесса Форратьера при попытке изнасилования (Форратьера убил сержант Ботари). Через несколько месяцев после завершения боевых действий была освобождена из лагеря для военнопленных и вернулась на Колонию Бета.
Корделия Нейсмит была встречена дома как национальная героиня, и бетанские власти попытались заставить её принять участие в антибарраярской пропагандистской кампании. После отказа Корделии последовала угроза психиатрического вмешательства, и Корделия бежала на Барраяр.

#### Барраяр
На Барраяре Корделия Нейсмит вышла замуж за адмирала Форкосигана. Во время беременности она стала жертвой покушения на жизнь своего супруга. Зародыш с сильно повреждённой костной тканью был перенесён в маточный репликатор.
Во время переворота Фордариана Корделия вместе со свёкром генералом Форкосиганом и 5-летним императором Грегором скрывалась в горах. Во время вылазки в столицу захватила узурпатора Фордариана и лично его обезглавила (точнее, приказала сержанту Ботари обезглавить Фордариана), доставив голову в ставку мужа.
После рождения калеки-сына занималась его воспитанием, а также воспитанием осиротевшего императора Грегора, являясь для него опекуном и приёмной матерью. До совершеннолетия Грегора официально носила титул консорта Лорда-Регента.
Хотя графиня Форкосиган в бытность её мужа главой государства или правительства никогда не занимала государственных постов, она всегда имела большое влияние на политическую жизнь Барраяра, так как обладала авторитетом в правящей группировке и оказывала серьёзное моральное влияние на своего мужа — императорского регента, впоследствии премьер-министра, и молодого императора. Как графиня Форкосиган внесла большую роль в социальное развитие Округа, назначая из собственных средств стипендии на обучение молодежи.
Некоторое время спустя после выхода графа Форкосигана в отставку с поста премьер-министра по состоянию здоровья, император предложил ему пост вице-короля Зергияра, а Корделии — должность вице-королевы (статус независимых и равных соправителей колонии). Таким образом, это первый задокументированный случай, когда женщина, по барраярским законам не имеющая права приносить должностную присягу, занимает высокий государственный пост.

#### Семья
Имеет двух сыновей, Майлза и Марка Пьера (последний является клон-сыном, созданным без ведома родителей Комаррскими заговорщиками, был принят в семью в 24 года).

### Майлз Форкосиган
Форко́сиган, Майлз Не́йсмит (англ. Miles Naismith Vorkosigan), лорд Форкосиган (известен также как адмирал Нейсмит) — главный персонаж большинства романов научно-фантастического цикла «Сага о Форкосиганах» Лоис МакМастер Буджолд.

#### Рождение и детство
Майлз Форкосиган родился в семье барраярского адмирала лорда Эйрела Форкосигана, и эмигрантки с Колонии Бета капитана Корделии Нейсмит. В раннем периоде беременности мать Майлза подверглась отравлению солтоксином. Одним из последствий принятия противоядия явилось разрушение костной ткани плода. Несмотря на сопротивление врачей, уверенных, что спасти зародыш невозможно, и сильнейшее противодействие свёкра, графа Петера Форкосигана, не желающего иметь внука-калеку, (так как на Барраяре бытовало глубокое убеждение, что все физические отклонения от нормы являются мутациями; в массе своей большинство детей с физическими отклонениями уничтожалось сразу после рождения, особенно это было характерно для отсталых — в силу технических и социо-культурных причин — деревень) Корделия настояла на переносе зародыша в маточный репликатор (Майлз стал одним из первых детей на Барраяре, родившихся с помощью этой технологии) и назначении экспериментального лечения, которое увенчалось относительным успехом. Ребёнок родился крохотным и уродливым, с чрезвычайно хрупкими костями. Граф Петер Форкосиган потребовал отказаться от него (еще до рождения внука он безуспешно пытался убить его) и после решительного протеста со стороны родителей порвал с ними отношения на несколько лет, а также лишил ребёнка права носить своё имя. По барраярской традиции в семье графа первенца называют первыми именами дедов со стороны отца и матери, таким образом, имя первого сына лорда Форкосигана должно было быть Петер Майлз. После запрета на ношение имени барраярского деда, ребёнок получил имя Майлз Нейсмит (в честь бетанского деда и по девичьей фамилии матери).
Лечение Майлза продолжалось в течение всего детства и юности и было достаточно мучительным. Ходить он смог лишь в возрасте четырёх лет. Физическая немощь компенсировалась обаянием, развитым интеллектом, гиперактивностью (а также рано проявившимися лидерскими задатками и талантом к манипулированию окружающими). Принадлежа к кругу высшей знати, Майлз получил блестящее образование. От отца он унаследовал стремление к военной карьере, а благодаря влиянию своей матери-бетанки, приобрёл космополитичный взгляд на мир, не типичный для барраярского дворянства. Так как после смерти императора Эзара адмирал Форкосиган был назначен императорским регентом и опекуном малолетнего императора Грегора, Майлз воспитывался вместе с ним и сохранил с Грегором весьма доверительные и дружеские отношения.

#### Адмирал Нейсмит
В возрасте 17 лет Майлз не смог поступить в Императорскую Военную Академию, провалив экзамен по физической подготовке. Сразу же после этого скончался граф Петер Форкосиган, вследствие чего Эйрел Форкосиган унаследовал титул графа, а Майлз стал наследником графа, лордом Форкосиганом. Отправившись в путешествие на Колонию Бета, Майлз, вследствие стечения обстоятельств и собственного авантюризма, ввязался в контрабандную доставку оружия на планету Тау Верде 4 для государства Фелиция, блокированного наёмным флотом адмирала Осера. Майлз был вынужден выдать себя за адмирала несуществующего флота Дендарийских наемников (что было возможно, так как его внешность не позволяла определить его возраст). Играя на трениях в руководстве Осеровского флота и отношениях наёмного флота с нанимателями, Майлз добился развала сил противника, снятия блокады, и в конечном итоге возглавил флот Осера, сделав его реально существующим Дендарийским флотом.
После возвращения домой Майлз, избежав обвинений в содержании частной армии (по барраярским законам никто из графов не имел права содержать личные вооруженные отряды за исключением подразделения телохранителей численностью не более 20 человек), был в виде исключения принят в Императорскую Военную Академию. Поступив по окончании Академии на действительную военную службу, Майлз вскоре вынужден был оставить её после инцидента с неповиновением преступному приказу командира — генерала Станиса Метцова. Дальнейшая карьера Майлза Форкосигана проходила в Службе Имперской Безопасности (СБ).
На первом же задании в качестве оперативника СБ Майлз снова столкнулся с Дендарийским флотом, командование которым за время его отсутствия вновь захватил Осер. Восстановив своё командование флотом, Майлз в роли адмирала Нейсмита сыграл ключевую роль в разрешении Верванского кризиса. После этого император Грегор и шеф СБ Саймон Иллиан принял решение считать Дендарийский флот постоянно действующим секретным подразделением СБ. Основной задачей флота было действовать в интересах Барраярской империи в ситуациях, когда официальное участие барраярских сил невозможно или нежелательно.
Майлз Форкосиган возглавлял Дендарийский флот под именем адмирала Нейсмита в течение 10 лет, выполнив за это время около 30 заданий СБ, подробности многих из которых до сих пор не известны. Наиболее громким из них стала организация побега из цетагандийского концентрационного лагеря на Дагуле IV свыше 10 000 марилакских военнопленных, которые впоследствии стали ядром Сопротивления. В течение всего этого времени Майлз официально числился рядовым курьером СБ в чине лейтенанта в личном подчинении Иллиана.
В ходе одной из операций (не имевшей отношения к СБ) Майлз был тяжело ранен и, хотя криозаморозка спасла его жизнь, последствием стали регулярные припадки наподобие эпилептических. Опасаясь, что врачи не позволят оставаться на службе, Майлз попытался скрыть состояние своего здоровья от Иллиана, подделав рапорт. Подделка была разоблачена, и незадолго до 30-летия Майлз был вынужден подать в отставку и отказаться от командования Дендарийским флотом, назначив вместо себя Элли Куинн.

#### Лорд Аудитор Форкосиган
Вскоре после отставки Майлза здоровье Саймона Иллиана резко пошатнулось вследствие выхода из строя его чипа эйдетической памяти. Майлз, не занимающий никакого официального положения, добился от императора Грегора назначения временным Имперским Аудитором для расследования обстоятельств этого дела. После того, как расследование установило истинного виновника происшедшего, император назначил Майлза Форкосигана постоянным Имперским Аудитором.
По окончании расследования дела о криокорпорациях, Майлз узнаёт трагическую новость: отныне он не Лорд, но Граф Форкосиган. Отец Эйрел Форкосиган умер от аневризмы.

#### Награды
За время своей службы был неоднократно удостоен высоких наград — барраярских (в том числе пяти Звёзд Империи), верванских, марилакских и даже высшего цетагандийского ордена «За заслуги». Кроме этого, удостоен наивысшей почести Цетаганды — призыва Звёздных Яслей (занесения его генома в генетический банк расы аутов). Самый богатый наградами «курьер» за всю историю Барраяра.

### Марк Форкосиган
Форко́сиган, Марк Пьер (англ. Mark Vorkosigan) — персонаж научно-фантастического цикла «Сага о Форкосиганах» Лоис МакМастер Буджолд, клон-брат Майлза Форкосигана.

#### Заговор Галена
Марк Форкосиган появился на свет на Архипелаге Джексона в ходе антибарраярского заговора группы комаррских революционеров во главе с бывшим олигархом Галеном. Заговорщики похитили генетические образцы Майлза Форкосигана, сына «мясника Комарры», и передали их в джексонианский Дом Бхарапутра, где и был создан клон. Целью заговора было внедрение агента на место Майлза и организация убийств среди барраярской верхушки; в обстановке возникшего хаоса Гален рассчитывал добиться восстановления независимости Комарры. Поскольку клон должен был быть неотличим от своего оригинала, а Майлз был калекой от рождения, клона подвергали различным калечащим операциям (искривление позвоночника, ограничение роста и т. п.).
Когда клон достиг 14 лет, Гален забрал его с Джексона и сам занялся его обучением. Гален готовил клона занять место Майлза, поэтому тот изучал окружение оригинала и получил сходное образование. В то же время психическая неуравновешенность Галена время от времени напоминала ему, что клон — тоже Форкосиган; клон регулярно подвергался избиениям, а однажды — сексуальному насилию.
Когда клону исполнилось 18 лет, Гален, перехватив Майлза на Земле, попытался привести план в исполнение. Заговор провалился, клон убил Галена и скрылся.

#### Лорд Марк
При встрече на Земле Майлз сообщил клону его барраярское имя — Марк Пьер, и назвал его братом.
Через несколько лет Марк, выдав себя за адмирала Нейсмита, осуществил силами Дендарийского флота налёт на ясли клонов Бхарапутры с целью спасения жизней клонов; налёт оказался относительно успешным только благодаря вмешательству настоящего Нейсмита. Майлз Форкосиган был при этом тяжело ранен, фактически убит, а криокамера с его телом потеряна. В поисках Майлза Марк был схвачен бароном Риовалем, ведущим вендетту против адмирала Нейсмита. В плену Марк подвергался пыткам, которые вызвали у него расщепление личности. Во время одного из допросов Марк убил Риоваля и сумел освободиться.
Во время описанных событий впервые приехал на Барраяр и был признан семьёй Форкосиганов в качестве сына и младшего лорда Дома. После воссодинения с семьёй отправился на Колонию Бета, чтобы пройти курс бетанской психотерапии в связи с посттравматическим синдромом и получить экономическое образование. Будучи талантливым финансистом, приобрёл довольно крупный по барраярским меркам капитал, который вкладывает в биологические исследования и сельскохозяйственные предприятия. Основатель «Марк Форкосиган Энтерпрайзес»; акционер «Группы Дюрона» с правом решающего голоса и контрольным пакетом акций.

### Екатерина Форсуассон
Екатерина На́йла Форве́йн-Форсуассо́н-Форко́сиган (англ. Ekaterin Vorsoisson, в фанатском переводе Екатерина), леди Форкосиган — персонаж научно-фантастического цикла «Сага о Форкосиганах» Лоис МакМастер Буджолд, супруга Майлза Форкосигана.

#### Биографические сведения
Катриона Форвейн родилась на Южном континенте Барраяра в семье небогатого провинциального фора Александра Форвейна. Вышла замуж за администратора Этьена Форсуассона (англ. Etienne Vorsoisson), в браке с которым родила сына Николаса (англ. Nikolai).
Племянница Имперского Аудитора профессора Фортица.
Проживая на Комарре, имела непосредственное отношение к расследованию аварии на солнечном отражателе; во время этого расследования познакомилась с лордом Форкосиганом. После смерти мужа находилась в течение суток или более заложницей у террористов, сумела нарушить их планы, затем вернулась с сыном на Барраяр, где проживала в Форбарр-Султане в доме своего дяди, профессора Фортица. Через несколько месяцев вышла замуж за Майлза Форкосигана. Способствовала разрешению конфликта в Пространстве квадди, в результате чего получила «Патент Небесного дома» Цетаганды.

### Клемент Куделка
Куде́лка, семейство (англ. Koudelka) — персонажи научно-фантастического цикла «Сага о Форкосиганах» Лоис МакМастер Буджолд. Формально не принадлежа к высшему свету ни по происхождению, ни по богатству, тем не менее занимают довольно высокое общественное положение благодаря дружеским личным связям с императором Грегором и семейством Форкосиганов.
Куде́лка, Кле́мент' (англ. Clement Koudelka), коммодор. Предпочитает прозвище Ку. Родился в семье бакалейщика, но получил образование в столичной Имперской академии. В звании мичмана служил на корабле «Генерал Форкрафт» под началом капитана Форкосигана во время экспедиции на новооткрытую планету. Во время мятежа политофицера Раднова Куделка, выступив на стороне капитана, был тяжело ранен из нейробластера и утратил подвижность рук и ног. После возвращения на Барраяр долго лечился в Императорском госпитале; ему были пересажены искусственные нервы. Поскольку для Барраяра такая операция была внове, результат операции оказался не на должном уровне; подвижность и координация никогда не восстановились полностью, и Куделке всю жизнь пришлось ходить с тростью.
Эйрел Форкосиган после назначения на должность лорда-регента пригласил Куделку на место своего личного секретаря, одновременно присвоив ему звание лейтенанта. Во время переворота Фордариана Куделка сопровождал Форкосигана, за исключением вылазки в Форбарр-Султану, в которой он принял участие вместе с леди Форкосиган, сержантом Ботари и Люймиллой Друшикко; вскоре после переворота женился на Люймилле.
Продолжает службу в Генеральном штабе в звании коммодора. Проживает с семьёй в Форбарр-Султане.

### Людмила[3]Друшикко
Друшикко, Людмила(англ. Ludmilla Droushnakovi, в фанатском переводе Людмила Друшнакова), супруга Клемента Куделки. Предпочитает прозвище Дру. Дочь сержанта барраярской армии, имеет трёх братьев. В школе была чемпионкой Барраяра по дзюдо среди женщин. Служила телохранительницей принцессы Карин и её сына принца Грегора, затем была переведена к супруге лорда-регента Корделии Форкосиган. После ликвидации переворота Фордариана вернулась в охрану императора Грегора, который был к ней очень привязан. Спустя 4 года вышла в отставку с поста телохранительницы в связи с рождением дочери, однако сохраняет превосходную физическую форму и даже преподает на курсах боевых искусств для министерских служащих.

### Сёстры Куделка
Ку и Дру имеют четырёх дочерей, что весьма необычно, так как на Барраяре после того, как стало возможно выбирать пол ребёнка, имеется явный перекос в сторону мальчиков. Две старшие дочери были рождены естественным способом, две младшие — выношены в маточном репликаторе.
Иногда их в шутку называют «спецотрядом блондинок коммодора Куделки», так как все сёстры белокуры и превосходно владеют боевыми искусствами.
- Де́лия (англ. Delia) — старшая и самая серьёзная из сестёр. Вышла замуж за Дува Галени.
- Оли́вия (англ. Olivia) спасла графа Доно Форратьера от покушения на его мужскую сущность; вскоре вышла за него замуж.
- Ма́рсия (англ. Martya) вместе с младшей сестрой, лордом Марком, доктором Энрике Боргосом, леди Катрионой Форкосиган и кухаркой матушкой Кости является акционером предприятия по разведению масляных жуков. Вышла замуж за Энрике Боргоса.
- Кари́н (англ. Kareen) — младшая из сестёр, студентка. Прошла годичный неспециализированный курс бетанского колледжа, далее изучает на Колонии Бета психологию. Один из акционеров «Марк Форкосиган Энтерпрайзис». Официально не замужем, состоит с Марком Форкосиганом в постоянных близких отношениях, называемых ею термином «опцион».

## О несоответствии имён собственных
Руководство по произношению имён и названий, в ряде русскоязычных печатных изданий имена не соответствуют данному руководству.
Далее приводится таблица соответствия имён. Во второй колонке приведены имена и названия на русском языке на основе «Руководства», с учётом замены Vor на Фор.
| Оригинальное написание | Фанатский вариант                            | Вариант «АСТ»                         |
| Athos                  | Афон (планета)                               | Эйтос (в более поздних изданиях Афон) |
| Bothari, Elena         | Ботари, Елена                                | Ботари, Элен                          |
| Bothari, Marusya       | Ботари, Маруся                               | Ботари, Мария                         |
| Csurik                 | Чурик (семья)                                | Журик                                 |
| Desroches              | Дероше                                       | Деброучес                             |
| Droushnakovi, Ludmilla | Друшнакова (Друшнякова, Дружникова), Людмила | Друшикко, Люймилла                    |
| Komarr                 | Комарр (планета)                             | Комарра                               |
| Oser                   | Осер (адмирал)                               | Оссер                                 |
| Radnov                 | Раднов (лейтенант)                           | Рэднов                                |
| Sergyar                | Сергияр (планета)                            | Зергияр                               |
| Stauber, Georish       | Стаубер, Джориш                              | Стойбер, Джориш                       |
| Urquhart, Ethan        | Уркварт, Итан                                | Эркхарт, Этан                         |
| Visconti, Elena        | Висконти, Элена (или Елена)                  | Висконти, Элен                        |
| Vorbarr Sultana        | Форбарр-Султана (город)                      | Форбарр-Султан                        |
| Vorbarra, Serg         | Форбарра, Серг (Серж)                        | Форбарра, Зерг                        |
| Vorbarra, Yuri         | Форбарра, Юрий                               | Форбарра, Ури                         |
| Vordarian, Vidal       | Фордариан, Видаль                            | Фордариан, Вейдл                      |
| Vordrozda              | Фордрозда (граф)                             | Фордроза                              |
| Vorfolse               | Форфолс (граф)                               | Форвользе                             |
| Vorgarin               | Форгарин, Форгарина                          | Форгарин                              |
| Vorkosigan Vashnoi     | Форкосиган-Вашной (город)                    | Форкосиган-Вашнуй                     |
| Vorkosigan, Aral       | Форкосиган, Арал                             | Форкосиган, Эйрел                     |
| Vorkosigan, Piotr      | Форкосиган, Пётр                             | Форкосиган, Петер                     |
| Vorob’yev              | Воробьёв (посол)                             | Форобио                               |
| Vorpinski              | Форпинский, Форпинская                       | Форпински                             |
| Vorrutyer, Ges         | Форрутьер, Гес (и прочие Форрутьеры)         | Форратьер, Джес                       |
| Vorsoisson, Ekaterin   | Форсуассон, Екатерина                        | Форсуассон, Катриона                  |
| Vorsoisson, Nikolai    | Форсуассон, Николай                          | Форсуассон, Николас                   |
| Vorsoisson, Vassily    | Форсуассон, Василий                          | Форсуассон, Бэзил                     |
| Vortugalov             | Фортугалов (граф)                            | Фортугарофф                           |
| Vorvolk, Henri         | Форволк, Анри                                | Форволк, Генри                        |
| Vorvolynkin            | Форволынкин (граф)                           | Форволенс                             |